# Auguste-Hyacinthe Debay
Pour les articles homonymes, voir Debay.
Auguste-Hyacinthe Debay né le 2 avril 1804 à Nantes et mort le 24 mars 1865 à Paris est un peintre et sculpteur français.

## Biographie
Auguste-Hyacinthe Debay est le fils du sculpteur Jean-Baptiste Joseph Debay l'Ancien (1779-1863) et le frère cadet du sculpteur Jean-Baptiste-Joseph Debay le Jeune (1802-1862). 
Il envoie ses premiers portraits au Salon de 1817.
Remarqué pour son travail, il s'installe à Paris et devient l'élève du peintre Antoine-Jean Gros à l'École des beaux-arts de Paris. Il obtient le premier grand prix de Rome en peinture de 1823 pour son œuvre Égisthe, croyant retrouver le corps d'Oreste mort, découvre celui de Clytemnestre. En 1835, il agrandit Bonaparte haranguant l'armée avant la bataille des Pyramides, peint en 1810 par Antoine-Jean Gros.
Debay se tourne par ailleurs vers la sculpture qu'il a apprise sous la direction de son père. Il réalise notamment le haut-relief de La Résurrection du Christ du fronton de l'église Saint-Étienne-du-Mont située dans le quartier latin de Paris, et participe à la réalisation des fontaines de la Concorde, place de la Concorde à Paris.
Il meurt le 24 mars 1865 à son domicile au 73, rue Notre-Dame-des-Champs, dans le 6e arrondissement de Paris.

## Œuvres dans les collections publiques
Les pays, villes et noms d'institutions sont classés par ordre alphabétique, les œuvres par date.

### États-Unis
- New York, Metropolitan Museum of Art

### France
- Dreux, ancienne chapelle de l'hôtel-Dieu :
  - La Bataille de Dreux, huile sur toile monumentale (5,35 × 6,80 m) offerte par Louis-Philippe en 1846 (collection du musée d'Art et d'Histoire de Dreux)[2],[3].
- Nantes
  - Château des ducs de Bretagne
  - Musée d'Arts
- Nemours, Château-Musée : 
  - Premier berceau, vers 1845, plâtre, 60 x 19 x 31 cm. 2021.32.1.
- Paris
  - École nationale supérieure des beaux-arts
  - Église Saint-Étienne-du-Mont
  - Palais du Louvre
- Château de Versailles

Œuvres d'Auguste-Hyacinthe Debay
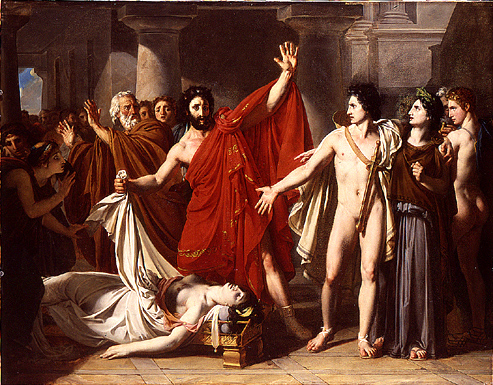
Égisthe, croyant retrouver le corps d'Oreste mort, découvre celui de Clytemnestre (1823), Paris, École nationale supérieure des beaux-arts.
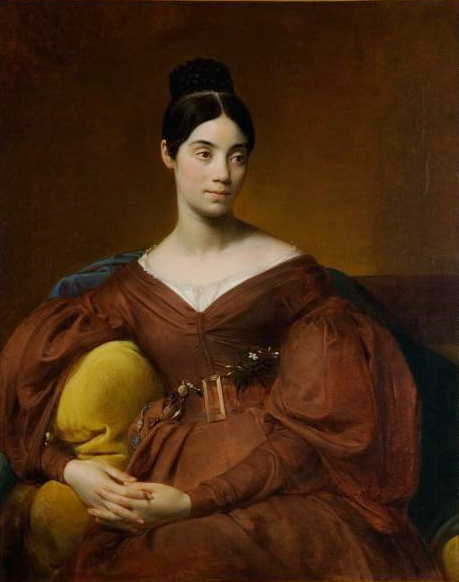
Madame Félix Crucy, musée d'Arts de Nantes.
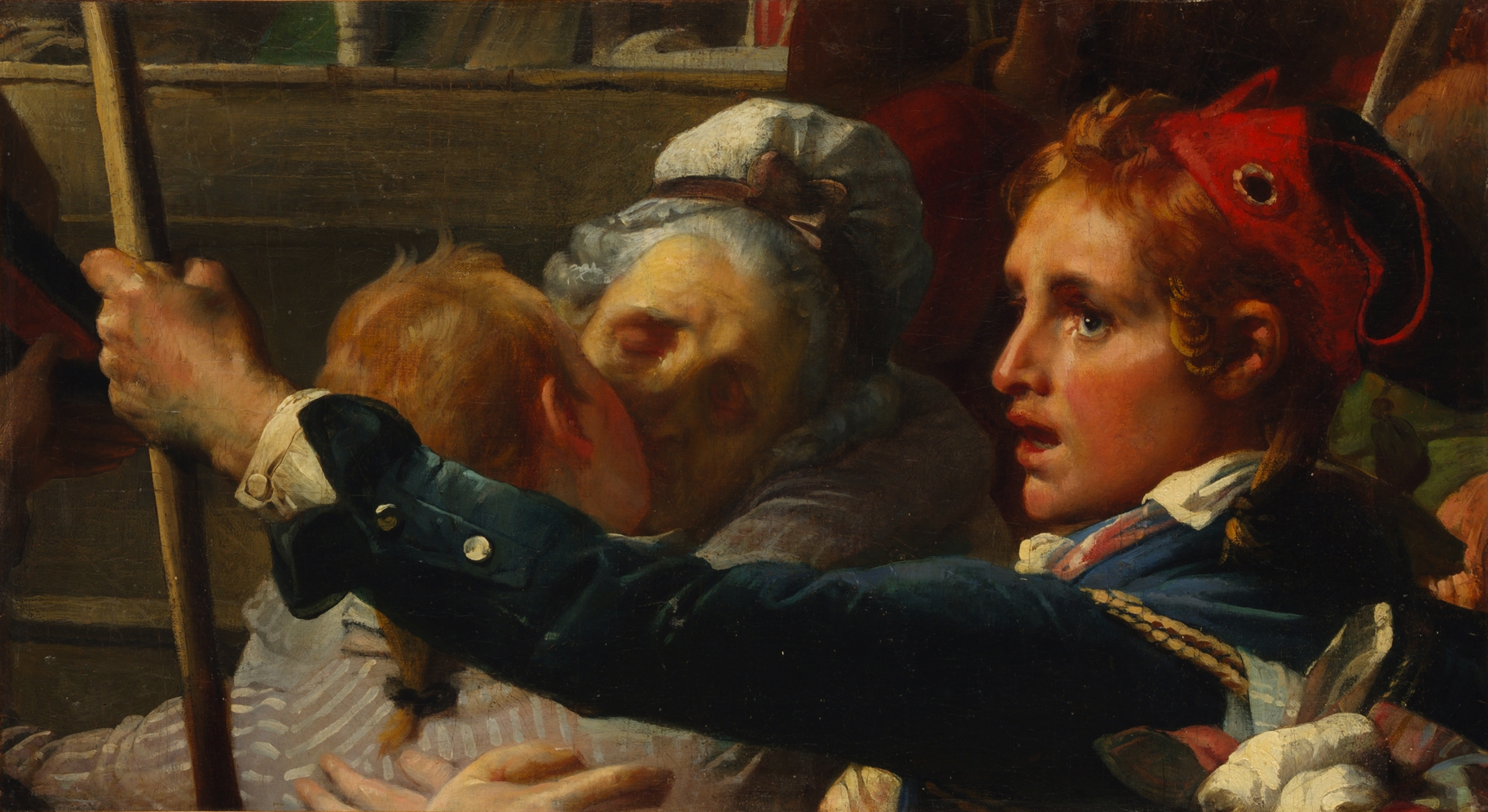
La Nation est en danger (1832), New York, Metropolitan Museum of Art.
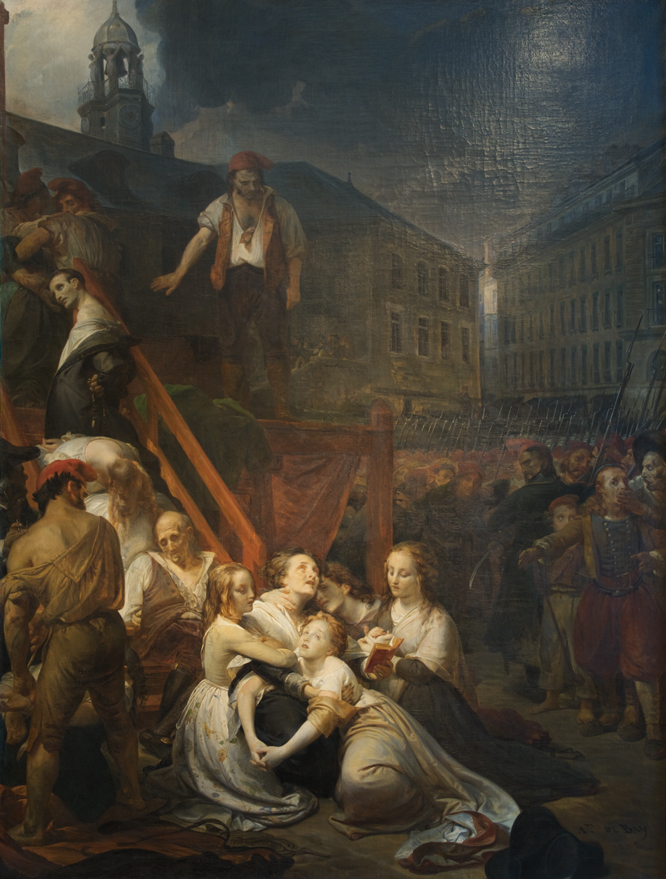
Exécutions des sœurs La Métairie, à Nantes en 1793, (1838), château des ducs de Bretagne, Nantes.

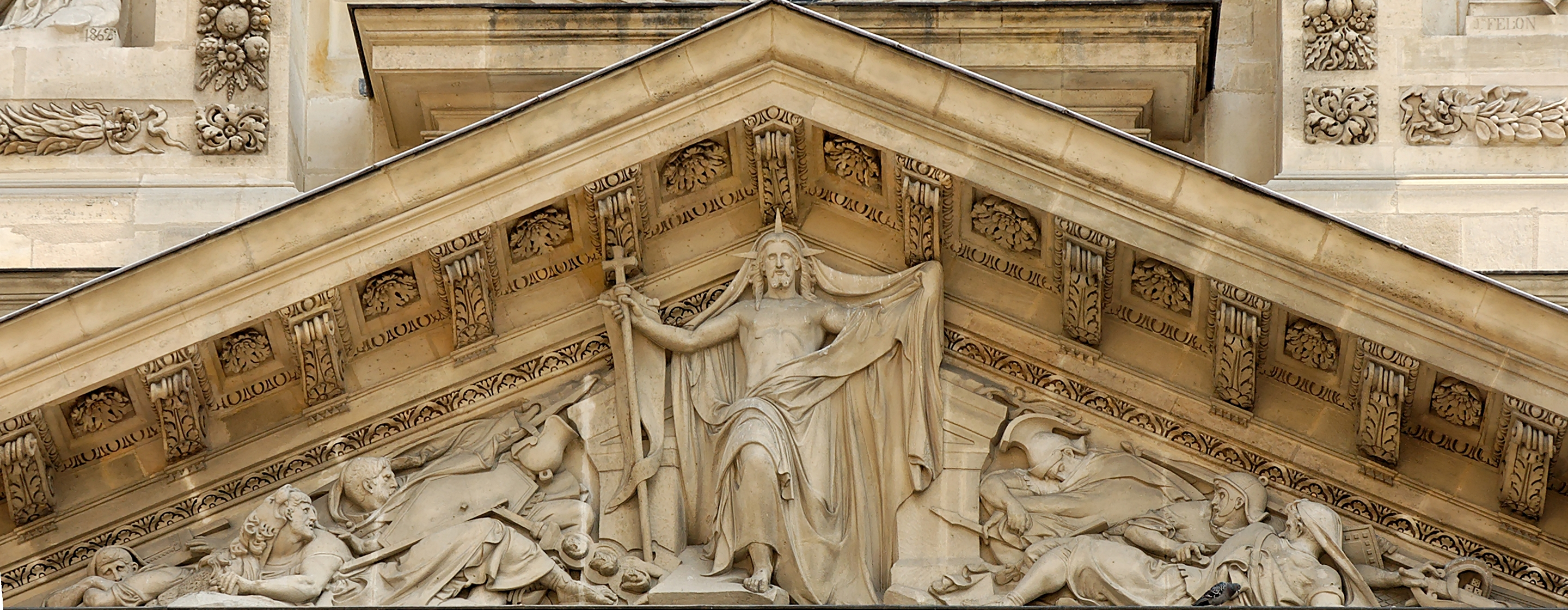
La Résurrection du Christ, Paris, église Saint-Étienne-du-Mont.
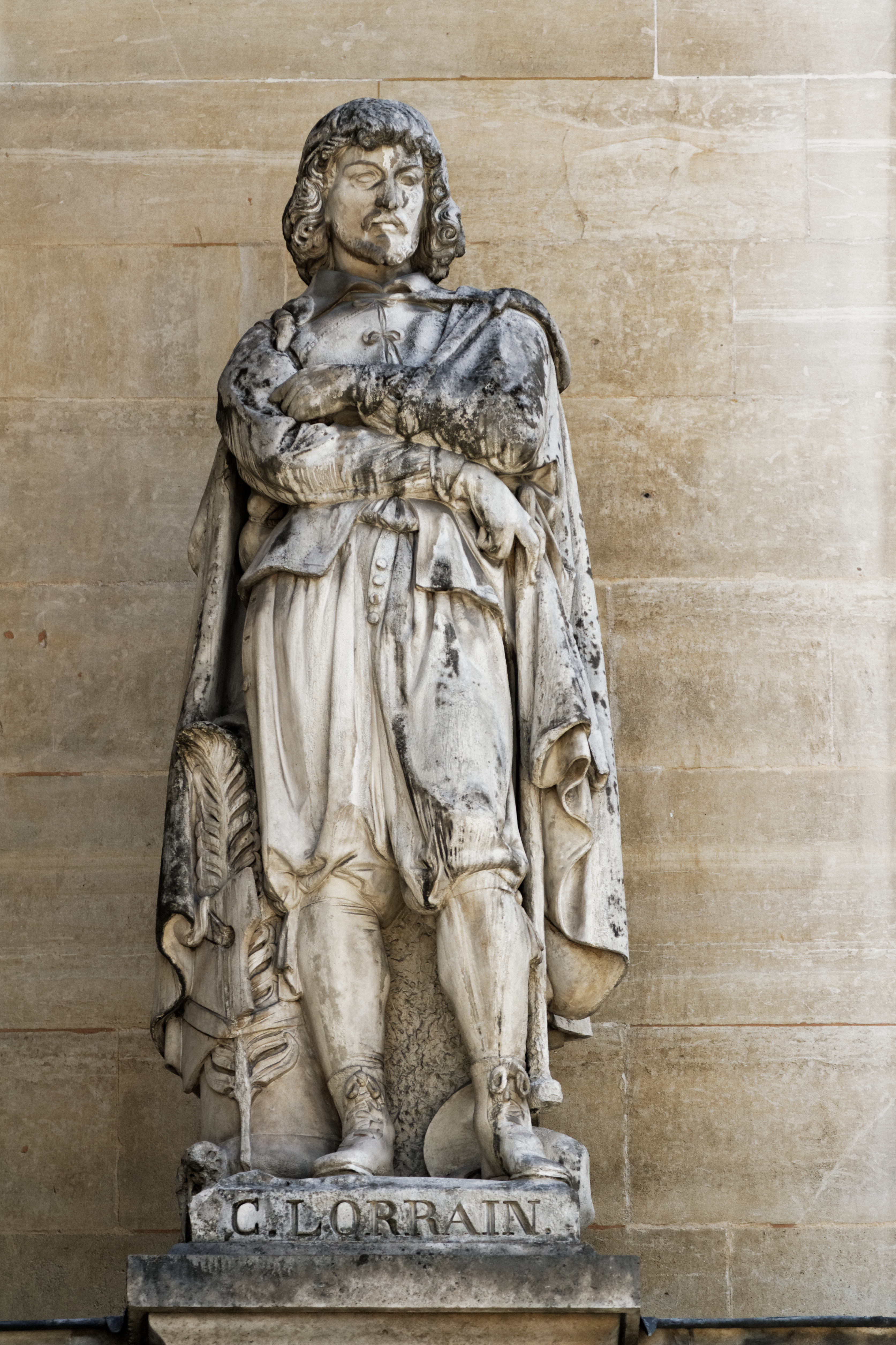
Claude Lorrain, Paris, palais du Louvre, aile Henri II.
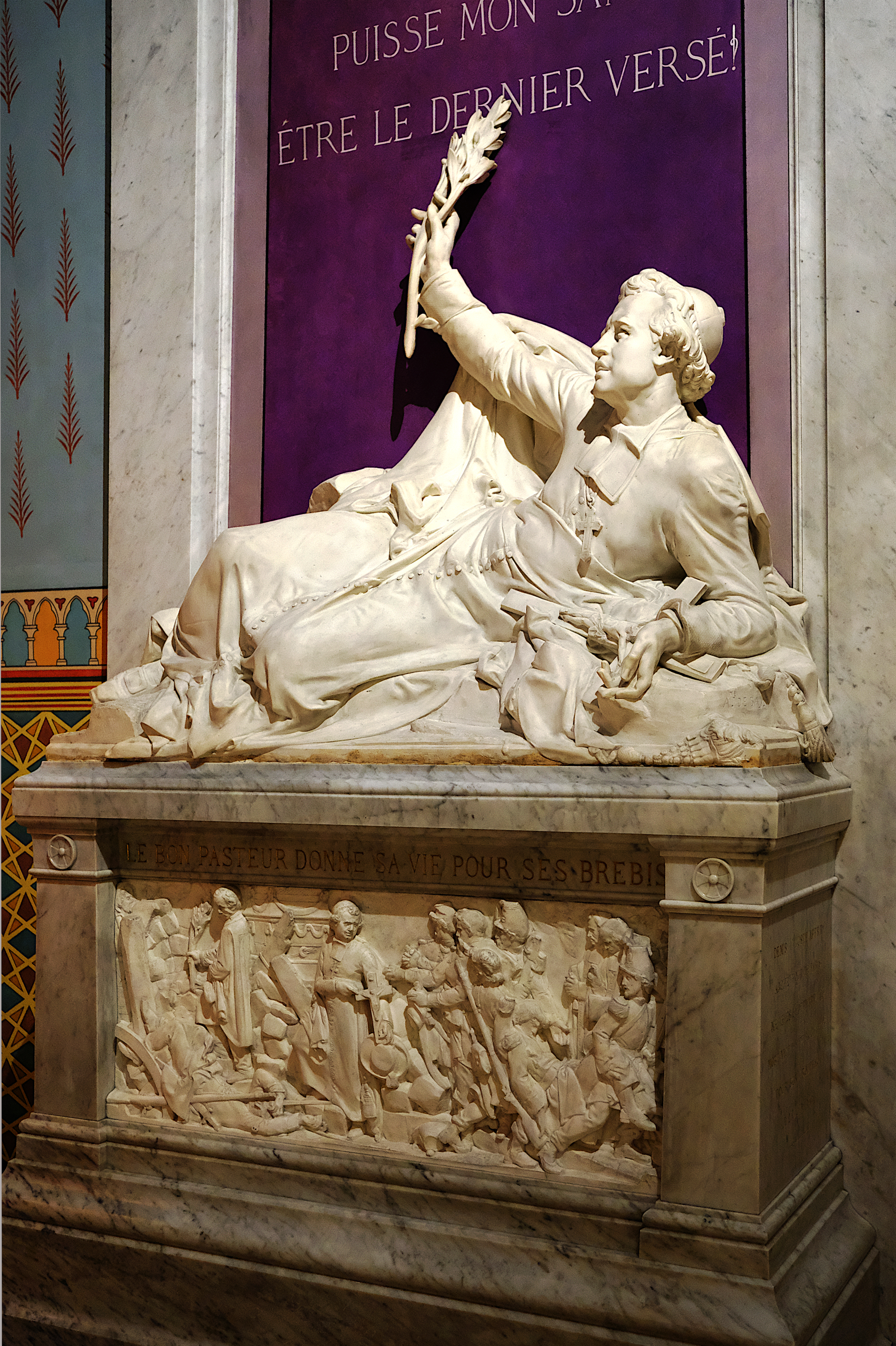
Cénotaphe de Monseigneur Denys Auguste Affre à Notre-Dame-de-Paris.

## Élèves
- Jules Dauban (1822-1908), peintre